# 강수희
강수희(1986년 9월 11일 ~)은 대한민국의 배구 선수이다.

## 출신 학교
- 경남여자중학교
- 경남여자고등학교